# Leptothorax alpinus
Leptothorax alpinus är en myrart som beskrevs av Mikhail Dmitrievich Ruzsky 1902. Leptothorax alpinus ingår i släktet smalmyror, och familjen myror. Inga underarter finns listade i Catalogue of Life.